# Fragile (Sting)
(Sting)
Fragile è una canzone scritta ed eseguita da Sting, tratta dal suo secondo album solista, ...Nothing Like the Sun del 1987. Pubblicata come singolo l'anno successivo, è arrivato al 70º posto della Official Singles Chart. La canzone è stata registrata in altre due versioni in lingua spagnola e portoghese, rispettivamente con i titoli Fragilidad e Frágil, entrambe inserite nell'EP ...Nada como el sol. La versione spagnola è stata poi utilizzata come lato B di I'm So Happy I Can't Stop Crying, singolo di Sting del 1996.
La canzone è un omaggio a Ben Linder, un ingegnere civile statunitense ucciso dai Contras nel 1987 mentre lavorava su un progetto idroelettrico in Nicaragua.

## Informazioni
La canzone è stata inserita nel film-documentario The Panama Deception, riguardante l'invasione statunitense di Panama e premiato con l'Oscar al miglior documentario nel 1993.
Fragile è la canzone di apertura del concerto ...All This Time, registrato lo stesso pomeriggio degli attentati dell'11 settembre 2001.
Viene cantata dallo stesso Sting anche durante la riapertura del Bataclan il 12 Novembre 2016, un anno dopo gli attacchi terroristici del 13 Novembre 2015 a Parigi.
La canzone appare inoltre nella scena finale di un episodio della quarta stagione della serie televisiva 21 Jump Street.

## Formazione
Sting - voce, basso, chitarra acustica
Kenny Kirkland - tastiera
Mino Cinelu - percussioni.

## Cover
La canzone è stata reinterpretata da molti artisti internazionali tra cui l'artista franco-canadese Bruno Pelletier, la cantante jazz statunitense Cassandra Wilson, il trombettista statunitense Freddie Hubbard, il cantante soul americano Isaac Hayes, gli argentini Mercedes Sosa e Pedro Aznar, il musicista svedese Nils Landgren, la cantante statunitense Dionne Warwick, lo spagnolo Julio Iglesias, e  il chitarrista canadese Jesse Cook.
La canzone è stata suonata durante la cerimonia di apertura delle Olimpiadi invernali del 2002.
Sting ha eseguito versioni del brano dal vivo sia con Stevie Wonder che con Paul Simon.

## Classifiche

### Classifiche settimanali
| Classifica (1988) | Posizione massima |
| ----------------- | ----------------- |
| Belgio (Fiandre)  | 11                |
| Italia            | 29                |
| Paesi Bassi       | 12                |
| Polonia           | 1                 |
| Regno Unito       | 70                |
| Spagna            | 37                |
| Svizzera          | 64                |

### Classifiche di fine anno
| Classifica (1988) | Posizione |
| ----------------- | --------- |
| Paesi Bassi       | 82        |
| Polonia           | 1         |

## Fragile 2001
La versione eseguita durante il concerto ...All This Time è stata pubblicata come singolo con il titolo di Fragile 2001. Sting ha voluto dedicare l'esibizione a tutte le vittime degli attentati dell'11 settembre 2001, morte lo stesso giorno in cui è stato registrato il concerto. Nel libretto del CD è infatti presente una dedica particolare rivolta ai cittadini americani, seguita dalla trascrizione integrale del testo di Fragile, l'unico ad essere stato riportato tra tutti i brani presenti nell'album. Il significato del testo è stato quindi adattato alla delicata situazione che stavano vivendo in quel preciso momento tutti i cittadini americani. Sting ha aperto il concerto dedicando la canzone a tutte le vittime dell'attentato:
Sting ha eseguito il brano anche durante lo speciale concerto benefico America: A Tribute to Heroes svoltosi pochi giorni dopo.
Questo susseguirsi di eventi ha ridato popolarità alla canzone e ha riportato il pezzo in classifica dopo tanti anni.

### Classifiche
| Classifica (2001) | Posizione massima |
| ----------------- | ----------------- |
| Germania          | 92                |
| Italia            | 25                |
| Paesi Bassi       | 75                |
| Svizzera          | 64                |